# Juegos del Pacífico Sur 1979
Los Juegos del Pacífico Sur 1979 fueron la sexta edición del mayor evento multideportivo de Oceanía. Se llevaron a cabo en Suva, Fiyi entre el 28 de agosto y el 8 de septiembre y participaron 2672 atletas representando a 19 países, siete más que la edición anterior.
El gobierno fiyiano destinó 3,5 millones de dólares para la organización. Esta edición fue conocida como los Super Games por la sobresaliente organización de Fiyi, que tenía listos todos los recintos deportivos con anticipación a la apertura, algo que no había sucedido en los Juegos anteriores; el clima, que resultó óptimo; y por el buen nivel que demostraron la mayoría de los participantes.

## Participantes
| - Fiyi - Guam - Isla Norfolk - Islas Cook - Islas Salomón - Kiribati - Nauru - Niue - Nuevas Hébridas | - Nueva Caledonia - Papúa Nueva Guinea - Polinesia Francesa - Samoa Americana - Samoa Occidental - Tokelau - Tonga - Tuvalu - Wallis y Futuna |

## Deportes
Aunque el número total de deportes y la mayoría de estos se desconocen, los siguientes sí aparecen en los registros:
- Atletismo
- Fútbol (Detalles)

## Medallero
| Núm. | País               | Oro | Plata | Bronce | Total |
| ---- | ------------------ | --- | ----- | ------ | ----- |
| 1    | Nueva Caledonia    | 33  | 43    | 26     | 102   |
| 2    | Polinesia Francesa | 31  | 19    | 29     | 79    |
| 3    | Fiyi               | 22  | 16    | 24     | 62    |
| 4    | Papúa Nueva Guinea | 16  | 19    | 21     | 56    |
| 5    | Guam               | 11  | 7     | 9      | 27    |
| 6    | Samoa Occidental   | 10  | 11    | 6      | 27    |
| 7    | Samoa Americana    | 4   | 1     | 7      | 12    |
| 8    | Tonga              | 1   | 5     | 3      | 9     |
| 9    | Islas Cook         | 1   | 2     | 3      | 6     |
| 10   | Nuevas Hébridas    | 0   | 4     | 4      | 8     |
| 11   | Isla Norfolk       | 0   | 1     | 3      | 4     |
| 12   | Wallis y Futuna    | 0   | 1     | 2      | 3     |
| 13   | Islas Salomón      | 0   | 0     | 5      | 5     |
| 14   | Kiribati           | 0   | 0     | 0      | 0     |
| 15   | Nauru              | 0   | 0     | 0      | 0     |
| 16   | Niue               | 0   | 0     | 0      | 0     |
| 17   | Tokelau            | 0   | 0     | 0      | 0     |
| 18   | Tuvalu             | 0   | 0     | 0      | 0     |